# کوئین توانا (فیلم)
کوئین توانا (به انگلیسی: The Mighty Quinn) فیلمی محصول سال ۱۹۸۹ و به کارگردانی کارل شنکل است. در این فیلم بازیگرانی همچون دنزل واشینگتن، جیمز فاکس، میمی راجرز، ام امت والش، شریل لی رالف، رابرت تانزد، استر رول، آرت ایوانز، تایرا فرل و کیه لوک ایفای نقش کرده‌اند.